# Moqua Well
De Moqua Well (bron van Makwa, Moqua Cave, Moque Well, Mekua Well of Makwa Well) is een ondergronds meer dat zich bevindt in het dorp Yaren van de republiek Nauru.
Ten zuiden van de bron ligt de startbaan van Nauru's Internationale Luchthaven. De Moqua Well bevindt zich in de Moqua Cave. Er bestaat geen verbinding tussen de Moqua Well en de Buadalagune, die ongeveer 700 meter noordelijker ligt in Buada.